# La Verkin
La Verkin – miasto w Stanach Zjednoczonych, w stanie Utah, w hrabstwie Washington.